# 성정수
성정수(成禎洙, 일본식 이름:  成田禎洙, 1899년 5월 ~ ?)는 일제강점기의 경찰 출신 관료이다.

## 생애
출신지는 전라남도 순천군이며 메이지 대학 법과를 졸업했다. 한일 병합 조약 체결 직후인 1912년에 경상남도 경무부 소속인 하동경찰서에서 통역생으로 일하면서 경찰계에 입문했다.
1919년에는 조선총독부 경부에 임명되어 진해경찰서에 발령받았다. 전라남도 경찰부 경부를 거쳐 곧 조선총독부 군수로 발탁되었다. 전라남도 강진군과 보성군, 진도군, 평안북도 창성군의 군수를 역임했다. 창성군수이던 1928년을 기준으로 정7위에 서위되어 있었다.
퇴관 후에는 순천금융조합장, 전라남도 도회의원 등을 지내며 고향인 순천 지역에서 유지로 활동했다. 태평양 전쟁 지원을 위한 조선임전보국단의 발기인으로 참여하기도 했다.
1949년에 반민족행위처벌법에 따라 반민특위가 활동을 개시했을 때 서울에 거주하고 있다가 전남 출신의 "악질 고등계형사"로 지목되어 전남지부에 의해 체포되었다. 공판에서 성정수는 자신이 일제 강점기에 경찰로 근무하면서 애국투사를 놓아주는 합법적 애국투쟁을 했다고 당당히 주장하여 언론에 "망언"으로 보도되기도 했다. 공판 결과 3년간 공민권 정지 판결이 내려졌고, 성정수는 선고에 불복하며 불손한 언동을 하여 언론에 "발악을 하였다"고 보도되었다.
2008년 공개된 민족문제연구소의 친일인명사전 수록예정자 명단 중 경찰 부문과 관료 부문에 포함되었다.

## 같이 보기
- 조선임전보국단

## 참고자료
- 성정수(成禎洙) - 국사편찬위원회